# Luís Gonçalves das Chagas
Luís Gonçalves das Chagas, primeiro e único barão de Candiota (Herval, c.1815 — Porto Alegre, 13 de junho de 1894) foi um estancieiro, militar e nobre brasileiro.

## Militar farroupilha e estancieiro
Luís Gonçalves das Chagas lutou pelo lado farrapo na Guerra dos Farrapos e participou da primeira grande vitória farroupilha, a batalha do Seival (10 de setembro de 1836), ocorrida nas proximidades de estância sua no atual município de Candiota. Afastou-se do conflito em 1837, após incidente em que teria se recusado a cumprir ordens do general Antônio de Souza Netto para fuzilar prisioneiros legalistas, entre os quais o visconde de Cerro Alegre.  Em 20 de setembro de 1837, seu tio e futuro sogro, o estancieiro farrapo Francisco Antônio de Ávila, foi supostamente assassinado pelas forças imperiais a bordo do navio-prisão ancorado no porto do Rio Grande.
Com base em heranças e em aquisições a partir da década de 1840, tornou-se proprietário de grande extensão de terras nos atuais municípios de São Gabriel, Santa Maria, São Vicente do Sul, Lavras do Sul, Bagé, Pinheiro Machado e Candiota. Roque Callage observava em 1929 que Chagas poderia ir das coxilhas de Santa Maria à cidade de Bagé "sem cruzar por outros campos que não fossem os de sua exclusiva propriedade".

## Barão e líder conservador em São Gabriel
Em 1865, por ocasião da Guerra do Paraguai, Chagas forneceu a escolta do imperador Pedro 2º em sua visita ao Rio Grande do Sul. Organizou regimento de cavalaria para lutar pela Tríplice Aliança, que contou com a participação de seu filho mais velho, Luís Gonçalves das Chagas Filho, e alforriou escravos com a condição de que servissem às forças armadas brasileiras.
Em 8 de maio de 1875, Luís Gonçalves das Chagas foi agraciado por Pedro 2º com o título de barão de Candiota, não por seus serviços durante a Guerra do Paraguai, mas por uma doação de 10 mil contos de réis à "instrução pública", feita em 13 de fevereiro de 1875 e tendo por intermediário o conde de Porto Alegre. Segundo despacho do Ministério do Império de 8 de maio de 1875, Chagas fez "mercê do título (...) por relevantes serviços prestados à instrução pública". Com seu passado farroupilha, foi, ao lado do barão de Cruz Alta, um dos raros titulares da nobreza imperial a ter empunhado armas contra o Império.
Em 1878, o barão assumiu a liderança do Partido Conservador (Brasil Império) em São Gabriel.  Após a queda do regime monárquico em 1889, seu grupo político e familiar aproximou-se do Partido Republicano Rio-Grandense. Em 1892, seu genro Joaquim Pantaleão Teles de Queirós Filho foi o primeiro comandante da Brigada Militar do Estado do Rio Grande do Sul. Seu filho Francisco Gonçalves das Chagas foi prefeito de São Gabriel entre 1892 e 1895.

## Família
O barão era filho de Luís Gonçalves de Escobar e de Perpétua Francisca das Chagas, descendentes de imigrantes açorianos (ilhas do Faial e de São Jorge) radicados no extremo sul do Rio Grande do Sul. Em 1841, casou-se com sua prima Ana de Ávila Chagas, irmã do senador Henrique Francisco d'Ávila.
A baronesa e o barão de Candiota tiveram onze filhos que chegaram à idade adulta. Entre seus descendentes estão o general Tulio Chagas Nogueira (1917-2006), comandante da Academia Militar das Agulhas Negras, do antigo III Exército (hoje Comando Militar do Sul) e do Estado-Maior do Exército, o economista Dênio Chagas Nogueira (1920-1997), primeiro presidente do Banco Central do Brasil, o almirante Sérgio Gitirana Florêncio Chagasteles (1936-2012), último ministro de Estado da Marinha e primeiro comandante da Marinha do Brasil, e o advogado Fernando Chagas Carvalho (1952- ), um dos principais dirigentes da história do Sport Club Internacional de Porto Alegre.